# Dématérialisation des examens
 (août 2020).
La dématérialisation des examens correspond à la conversion numérique des copies papier et de la gestion manuelle associée.  

## Étapes
La dématérialisation peut se faire à trois niveaux différents d'un examen :

### Dématérialisation des flux et traitements de copies
Les candidats composent sur des copies papier qui sont numérisées pour être rendues anonymes et réparties par lots vers différents correcteurs, par traitement informatique. Des fac-similés de copies anonymes sont imprimés pour être corrigés sur papier.

### Dématérialisation de la correction des copies
Les candidats composent sur des copies papier qui sont numérisées pour être corrigées sur une application de correction par internet ; la copie papier est visualisée à l’écran pour être corrigée.

### Dématérialisation des modalités d’évaluation (dématérialisation totale)
Le sujet de l’épreuve est créé sur une application par internet qui permettra aux candidats de composer sur ordinateurs. La correction se fait par ordinateur, automatiquement pour les questions à choix multiples, semi automatiquement pour les questions à réponses courtes ou par le correcteur.
La correction dématérialisée compte moins d'étapes qu'une correction traditionnelle des copies papiers (5 contre 12).

## La copie dématérialisable
La dématérialisation des copies d'examen papier implique l'usage d'une copie pour laquelle la zone d’identification dans laquelle le candidat écrit ses informations personnelles dispose d’un format adapté à la reconnaissance par ordinateur lors d’une lecture numérique par scanner. Ce nouveau modèle de copie d'examen est désormais utilisé dans de nombreuses académies en France pour les concours de l'agrégation en France, du CAPES, du Concours de Recrutement des Professeurs des Écoles ou pour le Brevet de Technicien Supérieur. La technologie de reconnaissance qui permet d'associer une copie à un candidat, de la rendre anonyme et de brasser automatiquement des copies pour les répartir vers des correcteurs suivant les règles définies par l'administration a été mise au point par une entreprise française nommée Neoptec, aujourd'hui dénommée Exatech.

## Influences

### Influence pédagogique
Pour la correction dématérialisée, la relation instrumentée des correcteurs aux copies numérisées donne un cadre pédagogique identique favorisant l'homogénéisation de corrections groupées. Lorsque la dématérialisation est totale et que les candidats composent sur écran, la substitution de l'écriture manuscrite par le numérique permet une correction entièrement anonyme, car dépersonnalisée.
La numérisation des copies facilite également l'archivage et le suivi des apprentissages et de leur évolution. 

### Influence organisationnelle
Les flux numériques de copies sécurisent le processus de traitement des copies (pas de perte ou vol de copies) et d'anonymat (reconnaissance informatique de l'identité des candidats) et améliorent la qualité (pas de risques d'erreurs liées à la saisie manuelle).

### Influence économique
Les coûts de transports et de déplacements de personnes (correcteurs, jury d'examen) liés à l'organisation sont éliminés, réduisant ainsi le coût global de l'examen.

### Influence écologique
L'envoi des copies numérisées par internet participe à la préservation de l'environnement en éliminant l'ensemble des transports et déplacements de personnes.

### Influence sanitaire
La dématérialisation des examens permet de respecter les distanciations sociales pendant une crise sanitaire, que l'examen se déroule en présentiel (réduction des échanges de matériel) ou en distanciel.

## Applications

### La correction dématérialisée des épreuves dubaccalauréat en France
Des projets ont été initiés en France en 2007 et 2008,, et depuis 2013 pour celles du Brevet de Technicien Supérieur. Depuis 2016, la totalité des copies du réseau des établissements d'enseignement français à l'étranger bénéficie de la correction dématérialisée.

### Le traitement dématérialisé des copies pour les différents concours de recrutement du personnel duministère de l'Éducation nationale (France)
Depuis 2012, les corrections des épreuves sont réalisées sur des fac-similés de copies rendus anonymes par dématérialisation et ce, grâce à l'outil Viatique.
Les technologies de dématérialisation des copies ont apporté une solution sécurisée pour améliorer la gestion organisationnelle des examens et concours et éviter la perte ou le vol des copies. Les copies sont donc numérisées puis mises en ligne via une plateforme internet. Les membres des jurys peuvent ainsi accéder à leurs copies et les corriger à partir de n'importe quel ordinateur ou de n'importe quelle tablette.

### La dématérialisation complète de tout le processus d'examen
Depuis la création des sujets d'examen jusqu'à la correction des copies, en passant par le déroulement des épreuves. Ces solutions sont de plus en plus utilisées, surtout par les établissements d'enseignements supérieurs privés, depuis les différentes périodes de confinement qui se sont succédé en 2020. Elles permettent notamment de réaliser les examens à distance grâce à des fonctionnalités anti-triche ou de surveillance des candidats par webcam[réf. nécessaire].